# Mesudus frondosus
Mesudus frondosus là một loài nhện trong họ Desidae.
Loài này thuộc chi Mesudus. Mesudus frondosus được miêu tả năm 1970 bởi Raymond Robert Forster.